# Ковалевский, Александр Семёнович
Ковалевский Александр Семёнович (1807—1877) — российский генерал-лейтенант, участник Кавказских походов и Крымской войны, военный юрист, председатель Харковского военно-окружного суда.
Родился 23 августа 1807 года. Образование получил во 3-м кадетском корпусе, из которого выпущен 25 июня 1827 года прапорщиком в конно-артиллерийскую № 14 роту. В 1831 году принял участие в кампании против восставших поляков . С 1844 года, будучи капитаном, командовал конно-лёгкой № 18 батареей. 18 февраля 1852 года произведён в полковники, командовал конно-артиллерийской лёгкой № 25 батареей. С 1853 года служил на Кавказе и принимал участие в походах против горцев . 26 ноября 1853 года награждён орденом Св. Георгия 4-го класса (№ 9076 по кавалерскому списку Григоровича—Степанова). В 1854—1855 годах в рядах Кавказской армии сражался против турок в Закавказье. Командовал конно-артиллерийской облегчённой № 10 батареей.
В 1858 году был зачислен по полевой пешей артиллерии и назначен исправляющим должность начальника Харьковских военных поселений. 11 февраля 1860 года произведён в генерал-майоры с утверждением в занимаемой должности, однако в 1862 году был отчислен. 15 августа 1863 года получил в командование 26-ю пехотную дивизию. 27 марта 1866 года произведён в генерал-лейтенанты и 21 июля того же года сдал командование дивизией и был зачислен по полевой пешей артиллерии. В 1868 году назначен председателем Московского военно-окружного суда, однако в следующем году переведён на аналогичную должность в Харьков.
Скончался в Чугуеве 27 февраля 1877 года (по другим данным — 15 февраля).
Среди прочих наград Ковалевский имел ордена:
- Орден Святого Станислава 3-й степени (1842 год)
- Орден Святого Станислава 2-й степени (1847 год)
- Орден Святого Георгия 4-го класса (1853 год, за беспорочную выслугу 25 лет в офицерских чинах)
- Орден Святой Анны 2-й степени с императорской короной (1859 год)
- Орден Святого Станислава 1-й степени (1862 год)
- Орден Святого Владимира 4-й степени с бантом (1863 год, за беспорочную выслугу 35 лет в офицерских чинах)
- Орден Святой Анны 1-й степени (1864 год)
- Орден Святого Владимира 2-й степени (1869 год)
- Орден Белого орла (1871 год)
- Крест «За службу на Кавказе»